# گمینا گوژتسه (استان سیلسیان)
گمینا گوژتسه (استان سیلسیان) (به لهستانی:  Gmina Gorzyce) یک گمینا در لهستان است که در شهرستان ووجسواف واقع شده‌است. گمینا گوژتسه ۶۴٫۴۷ کیلومتر مربع مساحت و ۱۹٬۸۰۹ نفر جمعیت دارد.